# Colwellia maris
Espèce
Colwellia maris est une des espèces du genre de bactéries marines Colwellia. Ce sont des bacilles à Gram négatif de la famille des Colwelliaceae faisant partie du phylum des Pseudomonadota.

## Historique
La souche type de l'espèce C. maris, nommée ABE-1, a été isolée en mer à proximité de la côte Abashiri au Japon.

## Taxonomie
Le nom correct complet (avec auteur) de ce taxon est Colwellia maris Yumoto et al. 1998.

### Étymologie
L'étymologie de cette espèce Colwellia maris est la suivante : ma’ris L. neut. n. mare (gen. maris), la mer; L. gen. neut. n. maris, isolé en mer,.

### Phylogénie
Les analyses phylogéniques avec la séquence nucléotidique de l'ARNr 16S de la souche ABE-1 ont permis de classer cette bactérie parmi les Colwellia avec une homologie de 92,9 % avec celle de l'espèce C. psychrerythraea. Ce genre bactérien est phylogénétiquement inclus dans la classe des Pseudomonadota (ex Proteobacteria).

## Description
Colwellia maris est une bactérie anaérobie facultative à Gram négatif. Cette espèce est formée des bacilles incurvés positifs pour les tests catalase et oxydase.
La souche type de l'espèce C. maris est la souche ABE-1 qui porte les identifiants CIP 106458, DSM 16033, JCM 10085 dans différentes banques de cultures bactériennes.

## Habitat
La souche type de cette espèce a été isolée en mer au large de la côte Abashiri au Japon.